# Ephippiochthonius rhizon
Espèce
Synonymes
- Chthonius rhizon Ćurčić, 2013

Ephippiochthonius rhizon est une espèce de pseudoscorpions de la famille des Chthoniidae.

## Distribution
Cette espèce est endémique du Monténégro. Elle se rencontre dans la grotte Bukarička Pećina à Knežlaz.

## Description
Les femelles mesurent de 1,52 à 1,62 mm.

## Publication originale
- Ćurčić, Makarov, Ćurčić, Ćurčić & Tomić, 2013 : Chthonius (Ephippiochthonius) rhizon n. sp.: A new cave false scorpion from the Bay of Kotor (Chthoniidae, Pseudoscorpiones). Archives of Biological Sciences, vol. 65, no 4, p. 1547-1551.